# Emilio Martínez González
Emilio Martínez González (Córdoba, 2 febbraio 2003) è un calciatore messicano, difensore del Necaxa.

## Caratteristiche tecniche
È un terzino destro.

## Carriera

### Club
È cresciuto nel settore giovanile del Puebla ed ha debuttato in prima squadra il 25 settembre 2021 nell'incontro di Liga MX pareggiato 1-1 contro il Cruz Azul. Il 31 maggio del 2023 è stato acquistato a titolo definitivo dal Necaxa ed il 24 febbraio 2024 ha segnato il suo primo gol in carriera nella partita pareggiata 1-1 contro il Pachuca.

### Nazionale
Ha giocato con le nazionali giovanili messicane Under-20 ed Under-23.

## Statistiche

### Presenze e reti nei club
Statistiche aggiornate al 4 marzo 2025.
| Stagione        | Squadra         | Campionato      | Campionato | Campionato | Coppe nazionali | Coppe nazionali | Coppe nazionali | Coppe continentali | Coppe continentali | Coppe continentali | Altre coppe | Altre coppe | Altre coppe | Totale | Totale | Totale |
| Stagione        | Squadra         | Comp            | Pres       | Reti       | Comp            | Pres            | Reti            | Comp               | Pres               | Reti               | Comp        | Pres        | Reti        | Pres   | Reti   |        |
| --------------- | --------------- | --------------- | ---------- | ---------- | --------------- | --------------- | --------------- | ------------------ | ------------------ | ------------------ | ----------- | ----------- | ----------- | ------ | ------ | ------ |
| 2021-2022       | Puebla          | LMX             | 2          | 0          | -               | -               | -               | -                  | -                  | -                  | -           | -           | -           | 2      | 0      |        |
| 2022-2023       | Puebla          | LMX             | 20         | 0          | -               | -               | -               | -                  | -                  | -                  | -           | -           | -           | 20     | 0      |        |
| Totale Puebla   | Totale Puebla   | Totale Puebla   | 22         | 0          |                 | -               | -               |                    | -                  | -                  |             | -           | -           | 22     | 0      |        |
| 2023-2024       | Necaxa          | LMX             | 24         | 1          | -               | -               | -               | -                  | -                  | -                  | LC          | 1           | 0           | 25     | 1      |        |
| 2024-2025       | Necaxa          | LMX             | 13         | 0          | -               | -               | -               | -                  | -                  | -                  | LC          | 3           | 0           | 16     | 0      |        |
| Totale carriera | Totale carriera | Totale carriera | 53         | 2          |                 | -               | -               |                    | -                  | -                  |             | 3           | 0           | 56     | 2      |        |